# Дуб віковий (пам'ятка природи, Івано-Франківськ)
Дуб вікови́й — ботанічна пам'ятка природи місцевого значення в Україні. Розташована в межах міста Івано-Франківська, на вулиці Маланюка, № 25/1.
Площа 0,01 га. Статус надано згідно з рішенням облради від 28.12.1999 року № 237-11/99. Перебуває у віданні власника присадибної ділянки.
Статус надано з метою збереження вікового дерева — дуба звичайного (Quercus robur).